# Лешня (Мозырский район)
Лешня (бел. Ле́шня) — деревня в Скрыгаловском сельсовете Мозырского района Гомельской области Республики Беларусь.
Рядом промышленные запасы кирпичного сырья (0,8 млн м³). На юге граничит с лесом.

## География

### Расположение
В 37 км на запад от Мозыря, 14 км от железнодорожной станции Птичь (на линии Гомель — Лунинец), 168 км от Гомеля.

### Гидрография
Расположено Лешнянское (Лешневское) водохранилище.

## Транспортная сеть
Транспортные связи по просёлочной, затем автомобильной дороге Гомель — Лунинец. Планировка состоит из 2 прямолинейных, параллельных между собой улиц близкой к меридиональной ориентации, застроенных двусторонне деревянными крестьянскими усадьбами.

## История
Обнаруженный археологами курганный могильник X—XII веков (40 насыпей, 1,5 км на восток от деревни) свидетельствует о заселении этих мест с давних времён, а найденный в деревне в 1907 году монетный клад датируется 1651 годом. По письменным источникам известна с начала XVIII века как деревня в Мозырском повете Минского воеводства Великого княжества Литовского.
После 2-го раздела Речи Посполитой (1793 год) в составе Российской империи. Под 1799 год упоминается в связи с деятельностью Скрыгаловской церкви. Согласно инвентаря 1848 года деревня и фольварк в составе поместья Скрыгалов, владение помещицы Снедецкой. В 1883 году построена часовня. Согласно переписи 1897 года действовала часовня. В фольварке работала лесопилка. В 1905 году построено здание и начала работу школа. Имелся кирпичный завод. В 1917 году в Слобода-Скрыгаловской волости Мозырского уезда Минской губернии.
В результате погрома, организованном польскими войсками 31 июля 1920 года, погибли 11 жителей. В 1923 году организована сельскохозяйственная артель «Красная звезда». В 1930 году организован колхоз, работали водяная мельница и шерсточесальня. Во время Великой Отечественной войны в июле 1943 года оккупанты сожгли 233 двора и убили 21 жителя. 121 житель погиб на фронте. В 1962 году присоединена деревня Лесная. В составе колхоза «Дружба» (центр — деревня Скрыгалов). Работали кирпичный завод, лесничество, 9-летняя школа, клуб, библиотека, детский сад, фельдшерско-акушерский пункт, отделение связи.

## Население

### Численность
- 2004 год — 104 хозяйства, 208 жителей.

### Динамика
- 1795 год — 48 дворов, 338 жителей.
- 1897 год — 87 дворов, 545 жителей (согласно переписи).
- 1917 год — 876 жителей.
- 1925 год — 150 дворов.
- 1940 год — 245 дворов.
- 1959 год — 748 жителей (согласно переписи).
- 2004 год — 104 хозяйства, 208 жителей.

## Достопримечательность
- Курганный могильник периода раннего средневековья, XI–XIII вв., 2,5 км на восток от деревни, на юг от дороги Лешня – Надатки, у лесу[2][3] —  Историко-культурная ценность Республики Беларусь, шифр 313В000524.

## Известные уроженцы
- Котловец, Михаил Павлович — Герой Советского Союза[4]